# Wallangarra
Wallangarra är en ort i Australien. Den ligger i regionen Southern Downs och delstaten Queensland, omkring 190 kilometer sydväst om delstatshuvudstaden Brisbane. Antalet invånare är 381.
Trakten runt Wallangarra är nära nog obefolkad, med mindre än två invånare per kvadratkilometer.. Närmaste större samhälle är Tenterfield, omkring 17 kilometer sydost om Wallangarra. 
I omgivningarna runt Wallangarra växer huvudsakligen savannskog. Genomsnittlig årsnederbörd är 980 millimeter. Den regnigaste månaden är januari, med i genomsnitt 193 mm nederbörd, och den torraste är augusti, med 33 mm nederbörd.